# Убийство семьи Харт
Убийство семьи Харт - случай, произошедший 26 марта 2018 года в округе Мендосино, Калифорния, США. Дженнифер Харт и ее жена Сара Харт убили себя и своих шестерых приемных детей: Сиеру, Эбигейл, Джеремайю, Девонте, Ханну и Маркиса. Дженнифер намеренно съехала на своем внедорожнике со скалы, убив всю свою семью.

## Предыстория
Дженнифер Джин Харт (4 июня 1979 – 26 марта 2018) и Сара Маргарет Харт (8 апреля 1979 – 26 марта 2018) обе были из Южной Дакоты; Дженнифер родом из Гурона, Сара из Биг-Стоун-Сити, хотя некоторые источники утверждают, что родным городом Сары был Ортонвилл, штат Миннесота – рядом с Биг-Стоун-Сити. Обе женщины были старшими детьми в своих семьях. У Дженнифер было двое братьев и сестер, а у Сары – трое братьев и сестер. По словам ее отца, Дженнифер не воспитывалась как лютеранка, но стремилась к этому в колледже.
Дженнифер училась в средней школе Гурона. Сара училась в средней школе Ортонвилла в Миннесоте. Две женщины учились и начали свои отношения в Northern State University (NSU). Сара изначально училась в University of Minnesota в течение одного семестра, прежде чем перевестись в NSU, в то время как Дженнифер начала училась в Augustana University, прежде чем перевестись в 1999 году. Обе женщины специализировались на начальном образовании, причем Сара сосредоточилась на специальном образовании. После того, как Сара окончила университет в 2002 году, Дженнифер покинула университет, не окончив его. В 2005 году Сара обратилась в местный суд с просьбой изменить ее фамилию на фамилию ее партнера. Пара отправилась в Коннектикут, чтобы пожениться в 2009 году, так как в то время однополые браки были нелегальны во всех штатах США.
В Facebook Дженнифер заявила, что изначально женщины скрывали свою ориентацию, когда жили в Южной Дакоте, и что когда они решили сделать каминг-аут, то потеряли друзей. Они переехали в Александрию, штат Миннесота, в 2004 году, где обе женщины работали в магазине Herberger's. На новом месте они решили открыто говорить о своих отношениях. Дженнифер работала на разных работах, пока не стала домохозяйкой в 2006 году, а Сара стала менеджером в Herberger's. После периода проживания в Уэст-Линне, штат Орегон, Харты переехали в некорпоративную зону недалеко от Вудленда, штат Вашингтон. Сара стала менеджером в Kohl's в Хейзел-Делл. Пара жила недалеко от Вудленда во время убийств. Харты получили средства от штата Техас, покрывающие их шестерых усыновленных детей, что составляло почти 50% дохода семьи. Члены семей Дженнифер и Сары заявили, что две женщины дистанцировались от них, хотя обе семьи принимали их сексуальную ориентацию. Дженнифер отдалилась от своего отца после 2001 года. В сообщениях правительства штата говорилось, что пара прекратила общение со своими родственниками из-за критики их воспитания детей.

## Усыновление
До того, как усыновить своих шестерых детей, Харты были приемными родителями 15-летней девочки. За неделю до того, как должны были родиться их первые трое детей, Харты отвезли девочку на запланированный прием к терапевту. Затем терапевт сообщил девочке, что Харты не вернутся за ней.
Эбигейл (родилась в 2003 году), Ханна Джин (родилась в 2002 году)  и Маркис Харт (родился в 1998 году) были усыновлены Хартами из округа Колорадо, штат Техас; размещение произошло 4 марта 2006 года, и они были усыновлены в сентябре того же года. В июне 2008 года они усыновили еще троих детей: Сиеру Майю (родилась в 2005 году), Девонте Джордана (родился в 2002 году) и Джеремайю Харта (родилась в 2004 году), родом из Хьюстона. После того, как их биологическая мать, Шерри Дэвис, потеряла опеку из-за проблем со злоупотреблением наркотиками в августе 2006 года, дети Дэвис были переданы их тете по отцовской линии, Присцилле Селестин, при условии, что они не будут общаться со своей биологической матерью.[25] Однако после того, как ей пришлось отработать еще одну смену, Селестин позволила Дэвису присматривать за детьми, что заметил социальный работник. В результате дети были изъяты из-под опеки Селестин, и суд не позволил Селестин получить постоянную опеку. Дети Дэвис были помещены в приемную семью; их старший брат, Донтей, не был усыновлен Хартами из-за проблем с поведением. Сьеру иногда называли «Сьеррой».
До убийств 12-летний Девонте оказался в центре внимания всей страны, когда его сфотографировали плачущим, обнимающим полицейского во время протеста 2014 года в Портленде, штат Орегон, вызванного беспорядками в Фергюсоне. Изображение стало известно как «объятие, которое почувствовали во всем мире». Дженнифер была очень активна в социальных сетях и использовала Facebook для создания образа любящей, счастливой семьи, а также делилась своими мыслями о расе, политике и поездках, в которые отправлялась семья. Это помогло скрыть некоторые проблемы в семье. Одно из обвинений в жестоком обращении с детьми от 2013 года касалось использования Дженнифер Facebook, в котором говорилось, что «дети позируют и выглядят как одна большая счастливая семья, но после фотосессии они снова выглядят безжизненными».

## Издевательства

### Миннесота
В 2008 году, когда семья жила в Миннесоте, учительница заметила синяки на левой руке Ханны и сказала, что Дженнифер ударила ее ремнем. В течение нескольких месяцев все шестеро детей были исключены из государственной школьной системы на год. В 2010 году Эбигейл сказала, что у нее были «свищи» на спине и животе, и заявила, что она чувствовала угрозу со стороны Хартов, которые избивали ее и держали ее голову в холодной воде из-за пенни, который, как они предполагали, был украден. Когда вмешались власти, все дети утверждали, что их постоянно шлепали и лишали еды. Сара взяла на себя ответственность за насилие, признала себя виновной в нападении и была приговорена к общественным работам на год. Год спустя Ханна, как сообщается, сказала школьной медсестре, что она не ела весь день; Сара утверждала, что Ханна просто «играла в пищевую карту», и рекомендовала просто дать ей воды. Вскоре после этого все шестеро детей были забраны из государственных школ и с тех пор обучались на дому.

### Орегон
В 2013 году власти Орегона были уведомлены о заявлениях о насилии в Миннесоте. Их расследование включало отдельные интервью со всеми членами семьи, а также интервью с людьми, которые знали семью. Двое друзей семьи заявили, что детей заставляли поднимать руки перед тем, как говорить, они не могли поздравить друг друга с днем рождения и не могли смеяться за обеденным столом. Были и другие сообщения о том, что детей плохо кормили и они выглядели маленькими для своего возраста. Один друг семьи сообщил, что Дженнифер заказала пиццу для детей, но каждому разрешили съесть только маленький кусочек. Когда Дженнифер обнаружила, что пицца исчезла, она наказала детей, не дав им завтрака и заставив их лежать на кровати в течение пяти часов. Друзья также заявили, что дети вели себя «до смерти напуганные Джен» и сравнивали их с «обученными роботами»
Однако интервью самих детей не выявили никаких новых случаев насилия, и они не упомянули ничего из того, что произошло в Миннесоте. Когда Дженнифер сама давала интервью, она утверждала, что любые семейные проблемы были результатом нетерпимости других к двум матерям-лесбиянкам с шестью афроамериканскими детьми. В конце концов, расследование не смогло прийти к выводу, виновны ли Харты в чем-либо или была ли «угроза безопасности».

### Вашингтон
В августе 2017 года, после того как Харты переехали в район Вудленд, штат Вашингтон, Ханна выпрыгнула из окна своей спальни на втором этаже около 1:30 ночи и приблизилась к дому своих соседей ДеКалбов. Сообщается, что Ханна умоляла: «Не заставляйте меня возвращаться! Они расисты, и они издеваются над нами!» Вскоре после этого Харты нашли Ханну и забрали ее домой. На следующий день Дженнифер попыталась объяснить инцидент, заявив, что Ханна лгала, что дети иногда вели себя плохо, потому что они «наркоманки», и что биологическая мать Ханны страдала биполярным расстройством.
После этого инцидента семья ДеКалб связалась с Девонте, которая постоянно просила еду и просила ДеКалбов не рассказывать Дженнифер об этих просьбах. В более поздних разговорах с Девонте он рассказал им, что его приемные матери лишали их еды в качестве наказания, а дети иногда подвергались насилию. Это, в сочетании с более ранним инцидентом с Ханной, заставило ДеКалбов сообщить о Хартах и в полицию, и в Департамент социальных и медицинских услуг штата Вашингтон (DSHS). Сотрудники DSHS пытались связаться с Хартами дважды: один раз 23 марта 2018 года — за три дня до убийств — и один раз в день убийств.

## Убийства
26 марта 2018 года Дженнифер и Сара Харт убили всех шестерых детей, когда Дженнифер ехала на их автомобиле, GMC Yukon XL, по 100-футовой 30 метровой скале на шоссе California State Route 1, в округе Мендосино, штат Калифорния, недалеко от Уэстпорта. Тела пятерых детей (Ханна, Маркис, Джеремайя, Эбигейл и Сиера) были найдены в автомобиле или около него, который приземлился вверх ногами на пляже под скалой. Тело Девонте не было найдено по состоянию на 2025 год. В 2019 году судья высшего суда постановил, что Девонте находился в автомобиле во время аварии, и 3 апреля того же года было подписано свидетельство о смерти.
Экспертный анализ внутреннего компьютера, раскрывающего подушку безопасности внедорожника, определил, что Yukon был намеренно сброшен с края обрыва с места, разогнавшись до 32 километра в час за 3 секунды с дроссельной заслонкой на 100%. Четырнадцать членов жюри коронера единогласно постановили, что дело было убийством-самоубийством. Расследование было созвано для определения причины смерти, но не какой-либо ответственности в гражданской или уголовной сферах. Калифорнийский дорожный патруль заявил, что уголовное преследование невозможно из-за смерти всех ответственных лиц.
Результаты токсикологии показали, что содержание алкоголя в крови Дженнифер превышало допустимую норму на момент аварии, и что в организме Сары и двух детей был дифенгидрамин. Сара искала в Google информацию о летальности Бенадрила и природе смерти от утопления. Её поиски также включали «Приюты для собак без убийств»; две собаки семьи были найдены в доме семьи Харт. Департамент шерифа округа Мендосино официально закрыл дело и опубликовал рассекреченные записи в 2019 году.
Согласно отчету об инциденте после убийств, сообщалось, что Сара сказала коллеге «что она хотела бы, чтобы кто-то сказал ей, что не иметь большой семьи — это нормально. Тогда они с Дженнифер не усыновили бы детей».

## В культуре
Эпизод телесериала «Атланта» был вдохновлен делом Харт. В эпизоде под названием «Три пощечины» был Локвариус, персонаж, вдохновленный Девонте.
В сборник новелл 2024 года «Американские духи» автор Рассел Бэнкс включил рассказ «Домашнее обучение», в котором выдуманы убийства семьи Харт.